# لويس أرميستيد
لويس أرميستيد (بالإنجليزية: Lewis Armistead)‏ هو عسكري أمريكي، ولد في 18 فبراير 1817 في نيوبيرن في الولايات المتحدة، وتوفي في 5 يوليو 1863 في جيتيسبيرغ في الولايات المتحدة.